# 구리사와역
구리사와역(일본어: 栗沢駅 くりさわえき[*])은 일본 홋카이도 이와미자와시에 위치한 홋카이도 여객철도 무로란 본선의 철도역이다. 단선 승강장 1면 1선의 구조를 갖춘 지상역이다.

## 이용 현황
- 1981년도 : 264명
- 1992년도 : 188명

## 역 주변
- 국도 제234호선
- 이와미자와 시청 구리사와 지소

## 역사
- 1894년 10월 1일 : 홋카이도 탄광 철도 구리야마 역 - 이와미자와 역 사이에 기요맛푸역으로서 개업. 일반역.
- 1906년 10월 1일 : 홋카이도 탄광 철도의 철도 노선 국유화에 의해, 일본국유철도로 이관.
- 1909년 10월 12일 : 선로명을 무로란 본선으로 제정, 그에 수반해 이 선의 역이 된다.
- 1916년 3월 : 역사 개·보수.
- 1937년 11월 : 역사 개·보수.
- 1949년 9월 1일 : 구리사와역으로 개칭.
- 1955년 12월 : 과선교 설치.
- 1972년 7월 1일 : 화물 취급 폐지.
- 시기 불명 : 업무 위탁화.
- 1982년 11월 15일 : 역무원 무배치.
- 1984년
  - 2월 1일 : 소화물 취급 폐지.
  - 4월 1일 : 무인화.
- 1987년 4월 1일 : 일본국유철도 분할 민영화에 의해, 홋카이도 여객철도가 승계.
- 1989년 11월 : 역사 개축.

## 인접 역
| 홋카이도 여객철도 무로란 본선 | 홋카이도 여객철도 무로란 본선 | 홋카이도 여객철도 무로란 본선 |
| ----------------------------- | ----------------------------- | ----------------------------- |
| 구리오카 도마코마이 방면      | ■ 무로란 본선                 | 시분 이와미자와 방면          |